# Droga nr F35 (Islandia)
Droga F35 (isl. Þjóðvegur F35), także Kjölur, jest drogą górską na Islandii. 
Nawierzchnia na prawie całej długości drogi wykonana jest ze żwiru, jedynie krańce południowe i północne pokryto asfaltem.
Jest drugą pod względem długości drogą górską Islandii. Jej przejechanie samochodem zajmuje około 5 godzin. Rozpoczyna się na południu Islandii w pobliżu doliny Haukadalur, przy wodospadzie Gullfoss, zaś kończy się na północy niedaleko miejscowości Blönduós. Może być wykorzystywana jako skrót pomiędzy południową a północną częścią wyspy. Droga przecina islandzki interior pomiędzy dwoma lodowcami - Langjökull oraz Hofsjökull.
Podobnie jak droga Sprengisandur, szlak Kjölur był prawdopodobnie znany od czasów pierwszych osadników na Islandii, a wzmianki o nim można znaleźć w islandzkich sagach. Na zachód od obecnej drogi F35 znajduje się stary szlak Kjalvegur wykorzystywany dziś przez miłośników trekkingu i jazdy konnej. Wyznaczają go usypane z kamieni stosy. Po kilku ofiarach śmiertelnych podczas burz śnieżnych w XVIII wieku droga Kjölur nie była wykorzystywana przez 100 lat. Ruch na starym szlaku został wznowiony dopiero w XIX wieku.
Dziś droga jest bardzo popularna wśród turystów. Do jej przejechanie nie jest potrzebny samochód z napędem na cztery koła i nie trzeba przekraczać dużych rzek na brodach.
Przy północnym odcinku drogi Kjölur, w pobliżu źródeł rzeki Blanda, znajdują się gorące źródła Hveravellir. W XVIII wieku islandzkim banitom tereny ten służyły jako schronienie .
Niedaleko Hveravellir znajduje się piękny łańcuch stożków wulkanicznych Kerlingarfjöll, do którego można dojechać drogą F347.
Innymi popularnymi wśród turystów drogami górskimi na Islandii są Kaldidalur i Sprengisandur.

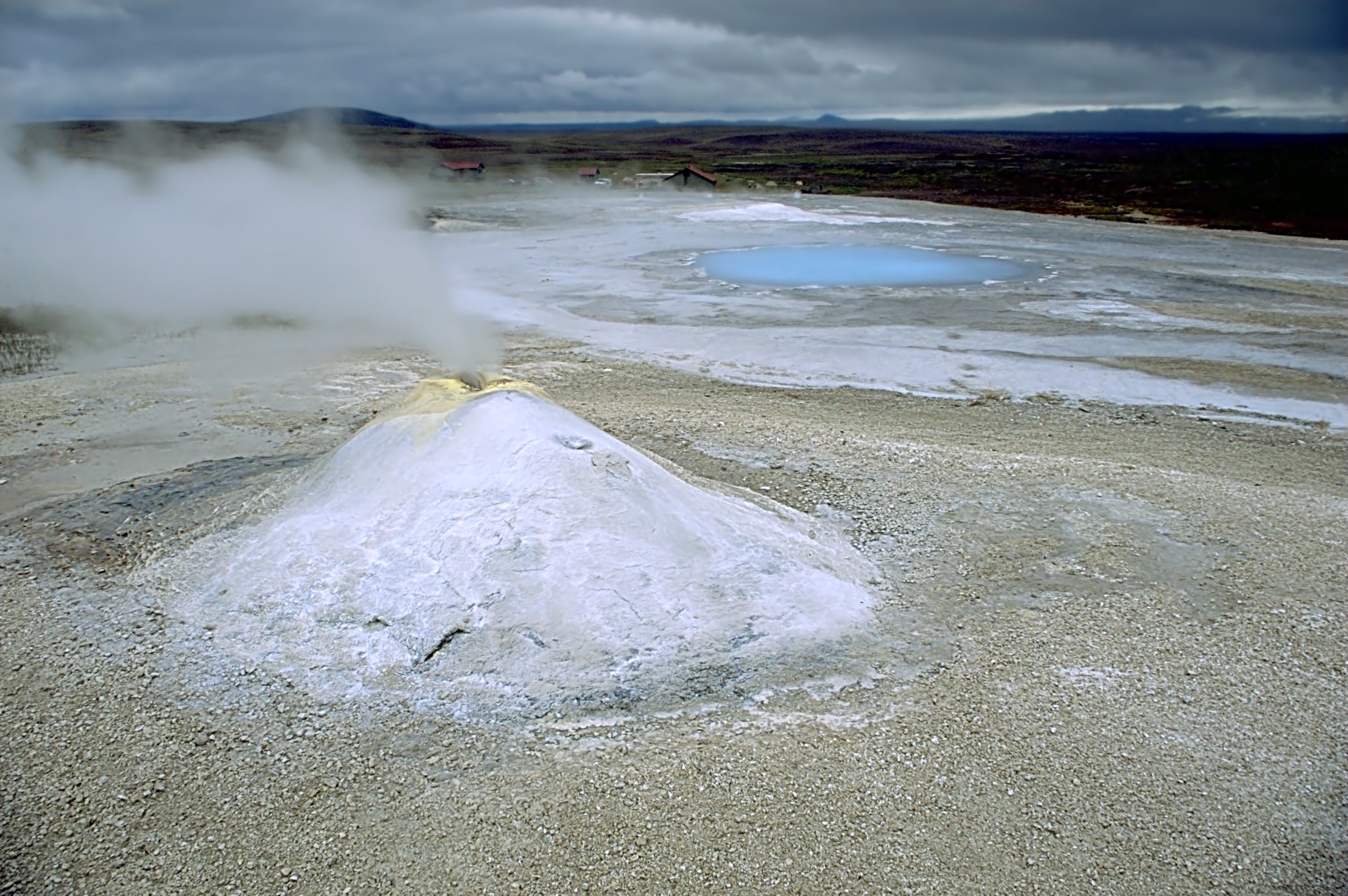
Źródła Hveravellir
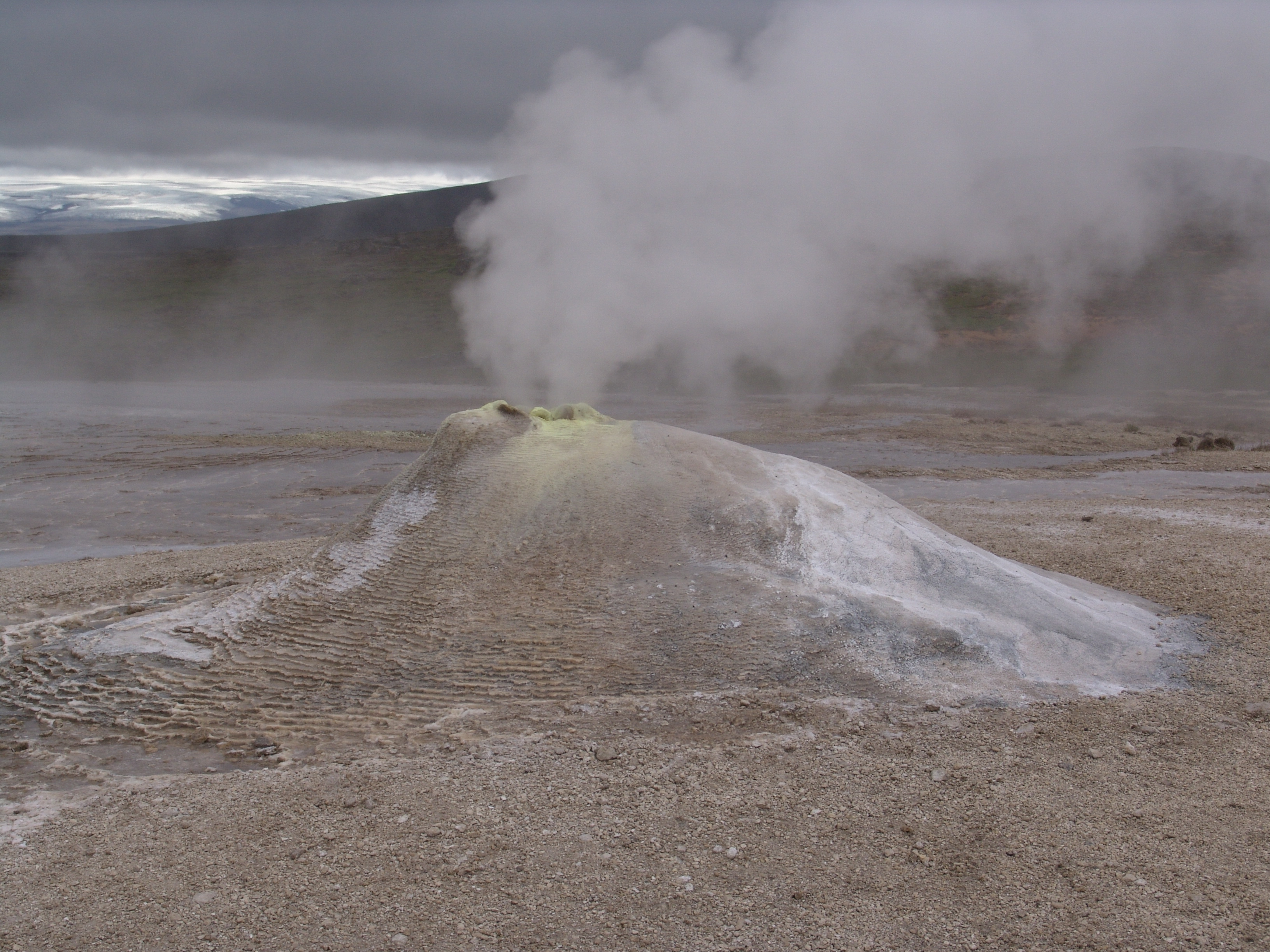
Źródła Hveravellir
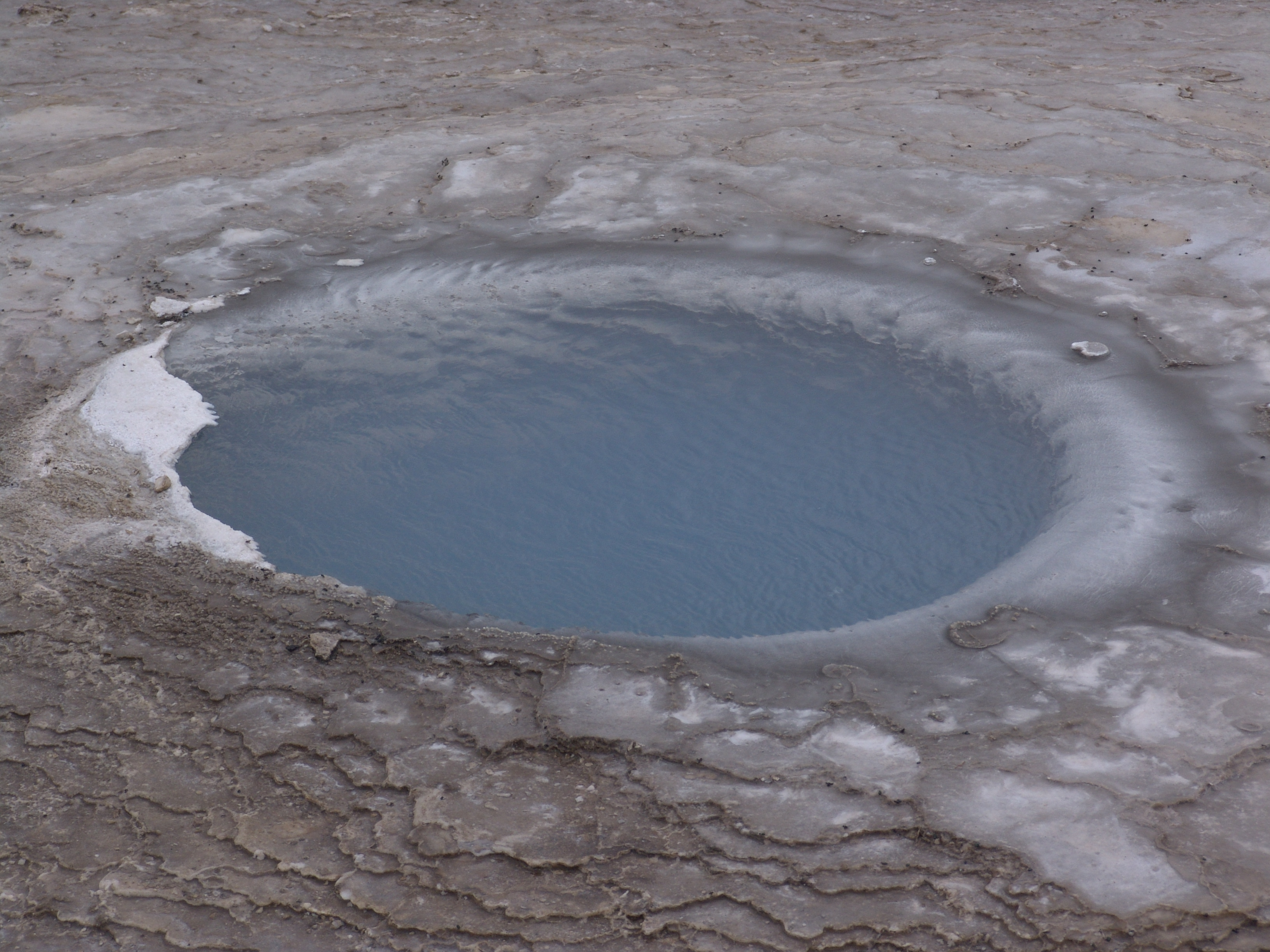
Źródła Hveravellir